# Man or Astro-man?
I Man or Astro-man? sono una surf rock band originaria di Auburn, Alabama. La peculiarità principale di questa band è quella di combinare la musica surf con elementi tipici della fantascienza.
È largamente diffusa la credenza che il gruppo si sia ispirato per il proprio nome alla tag-line IS HE MAN OR ASTRO-MAN? del film giapponese del 1960 The Human Vapor (il titolo del loro primo album, Is It ... Man or Astroman?, infatti richiama apparentemente questa tag-line).

## Discografia

### Album studio
- 1993 - Is It ... Man or Astroman?
- 1995 - Project Infinity
- 1996 - Experiment Zero
- 1997 - Made from Technetium
- 1999 - EEVIAC Operational Index and Reference Guide, Including Other Modern Computational Devices
- 2000 - A Spectrum of Infinite Scale
- 2001 - A Spectrum of Finite Scale
- 2013 - Defcon 5...4...3...2...1

### Live
- 1995 - Live Transmissions from Uranus

### Ep e singoli
- 1992 -  Possession by Remote Control 7" (Homo Habilis records)
- 1993 - Supersonic Toothbrush Helmet 7" (Lance Rock Records)
- 1993 - Amazing Thrills! in 3-Dimension 7" (Estrus Records)
- 1993 - Captain Holojoy's Space Diner 7" (Lucky Records)
- 1993 - Mission into Chaos! 7" (One Louder Records)[1]
- 1993 - Man or Astro-man? vs. Europa 7" (Homo Habilis Records)
- 1994 - Astro Launch 7" (Estrus Records)
- 1994 - The Brains of the Cosmos 7" (Demolition Derby Records)
- 1994 - Inside the Head of... Mr. Atom 7" (Estrus Records)[2]
- 1994 - Creature Feature flexi 7" with Monster Magazine No. 4/Highball Magazine No. 2 (Kronophonic Records)
- 1994 - Your Weight on the Moon 10"/CD EP (One Louder Records)[3]
- 1995 - Return to Chaos 7" (Homo Habilis and One Louder)
- 1995 - Man or Astro-man? in Orbit 7" (Shake It Records)
- 1995 - Postphonic Star Exploration 5" (Sympathy for the Record Industry)
- 1995 - Needles in the Cosmic Haystack 7" (East Side Records)
- 1995 - World Out of Mind! 7" (Estrus Records)
- 1995 - Espanto del Futuro 7" (Fear and Loathin Records)
- 1995 - Welcome to the Sonic Space Age 7" (Clawfist Records)
- 1996Deluxe Men in Space 7"/CDS (Touch & Go Records and One Louder)[4]
- 1996 - The Sounds of Tomorrow 7" (Estrus Records)
- 1996 - UFO's and the Men Who Fly Them! 7" (Drug Racer Records)
- 1997 - 1000x 10"/CD EP (Touch & Go Records and One Louder)[5]
- 1997 - Inside the Head of John Peel Bootleg 2x7" (Astro-Fonic Records)
- 1998 - Ex Machina 7" (Touch & Go Records)
- 1998 - Cuts and Volts/Draining Their Batteries [6]
- 2010 -  Earth Station Radio/Updated Theme From Supercar 7" with first 300 copies of the book "Touchable Sound: A Collection of 7-inch Records from the USA" (Soundscreen Design)
- 2012 -  Analog Series Vol. 1 7" Clear (limited edition first 200 copies), orange (limited edition Chunklet exclusive), red (first repress), gold (second repress) or black Vinyl (Chunklet Magazine web site)
- 2012 -  Analog Series Vol. 2 7" Clear (limited edition first 200 copies), green (limited edition Chunklet exclusive), red (first repress) or black Vinyl (Chunklet Magazine web site)
- 2013 -  Analog Series Vol. 3 7" Clear (limited edition first 200 copies), purple (limited edition Chunklet exclusive) or black Vinyl (Chunklet Magazine web site)

### Compilation
- 1994 - Destroy All Astromen!
- 1996 - What Remains Inside a Black Hole
- 1996 - Intravenous Television Continuum
- 2001 - Beyond the Black Hole